# お笑い脱出ゲーム
『お笑い脱出ゲーム』（おわらいだっしゅつゲーム）は、2020年からフジテレビ系列で不定期で放送されるバラエティ番組である。

## 概要
洋館に集められたプレイヤーが館からの脱出を目指し大喜利で対決を行う。

## 出演者

### 司会

#### 主催者
- バカリズム
- 山崎弘也（アンタッチャブル） - 2回目は「ザキヤマ」と表記。
- 志田未来（#1）
- 永野芽郁（#2）

主催者のバカリズムは坊っちゃま、山崎・志田・永野は坊っちゃまの友達として別室でモニタリングしながら、ゲームを支配している。

#### ゲームアシスタント
- 岩倉美里（イワクラ/蛙亭）（#2）

家政婦として各部屋でのゲームの進行とルール説明を担当。実質的な司会は岩倉であり、ナレーションも兼務。

#### ナレーション
- 島田彩夏（フジテレビアナウンサー）
- 岩倉美里（イワクラ/蛙亭）

島田は番組全体のナレーションを務め、岩倉はゲームのルールや流れを説明し、家政婦に扮してゲームアシスタント（実質上の司会進行）を担当。

## 放送リスト
| 回数  | 放送日                  | 放送時間（JST） | 挑戦者 | 出題者                                                          | 参考             |
| ----- | ----------------------- | --------------- | --- | --------------------------------------------------------------- | ---------------- |
| 第1回 | 2020年10月8日（木曜日） | 23:00 - 24:00   | 天達武史 飯尾和樹（ずん） 岡部大（ハナコ） 柴田英嗣（アンタッチャブル） 渋谷凪咲（NMB48） 中岡創一（ロッチ） 西田幸治（笑い飯） 長谷川忍（シソンヌ）                                                                                  | 中田有紀（最後の部屋）                                          |                  |
| 第2回 | 2021年4月24日（土曜日） | 21:00 - 23:10   | 春日俊彰（オードリー） 近藤春菜（ハリセンボン） 柴田英嗣（アンタッチャブル） 渋谷凪咲（NMB48） 田崎佑一（藤崎マーケット） 田中卓志（アンガールズ） 中岡創一（ロッチ） 西田幸治（笑い飯） 宮田俊哉（Kis-My-Ft2） 有輝（土佐兄弟） 吉住 | 中田有紀（第1の部屋） 細野哲平（第3の部屋） 浦田統（第2の部屋） | 土曜プレミアム枠 |

## ルール
各部屋ごとに決められたシチュエーション・お題で大喜利に挑む。基本は挙手や早押しで行うが、一部のお題ではバカリズムが挑戦者やお題を指定するものもある。挑戦者の回答を主催者3人がボタンを押して10点満点で評価。30点獲得で満点となる。なお、挑戦中は主催者たちの声や映像を知ることはできず、点数のみが表示される。
第1回
3つの部屋に挑戦。それぞれの部屋で1回でも満点を獲得すれば突破。時間内に満点を取ることができなければ脱落となる。全ての部屋で満点を取ることができれば脱出成功となる。
第2回
11人が4つの部屋に挑戦。各部屋ごとに制限時間が定められており、その間であれば何回でも回答できる。各部屋ごとに満点獲得回数→総得点で順位付けし、下位が脱落。ボーダー上に複数人が並んだ場合はサドンデスとして交互に解答し、どちらか一方が満点を獲得するまで行う。第1の部屋で11人から9人、第2の部屋で9人から7人、第3の部屋で7人から3人に絞られる。
最後の部屋では早押しで回答し、先に満点を2回獲得した者が脱出成功（優勝）、さらにバカリズムから賞品が与えられる。

## スタッフ
第2回（2021年4月24日）放送分
- 構成：田中直人、宮丸直子、岡田幸生
- TP：高瀬義美
- CAM：小出豊
- VE：高橋正直
- 音声：加瀬悦史
- LD：安藤雄郎（第1回から）
- 美術P：三竹寛典
- デザイン：鈴木賢太
- アートコーディネーター：林勇
- 大道具：松本達也、山本和成
- アクリル装飾：鈴木竜
- アートフレーム：石井智之
- 装飾：門間誠
- 衣裳：東京衣裳
- メイク：山田かつら
- マルチ：水上桂介
- 音効：田中寿一（J-WORKS）
- CGデザイン：木本禎子、武井裕介（木本・武井→第1回から）、相馬揚介
- 編集：横山勇人
- MA：阿部雄太
- TK：江野澤郁子
- デスク：藤田冴子
- 広報：佐々木順子
- スチール：久保村真
- 協力：ニユーテレス、fmt、フジアール、IMAGICA Lab.、インターナショナルクリエイティブ
- AD：陶山春花、江邑麗香、幸田拓也、木村浩輝（陶山・木村→第1回から）
- ディレクター：林千恵子、城山海周、袰川斉、青木孝之、峠奈緒（林・城山・袰川→第1回から）
- プロデューサー：利光智子、竹内承、風見裕子
- 演出：竹内誠
- チーフプロデューサー：橋本英司
- 制作：フジテレビ編成制作局制作センター第二制作室
- 制作著作：フジテレビ

### 過去のスタッフ
- CAM：池田幸弘（第1回）
- VE：山下将平（第1回）
- 音声：小清水健治（第1回）
- LD：堀田耕二（第1回）
- 大道具：市川賢人（第1回）
- スチール：新開雅哉（第1回）
- AD：折原彩音、望月章一郎（共に第1回）
- ディレクター：須貝暢夫（第1回）
- プロデューサー：安部公代（第1回）